# Kościół klasztorny w Vadstenie

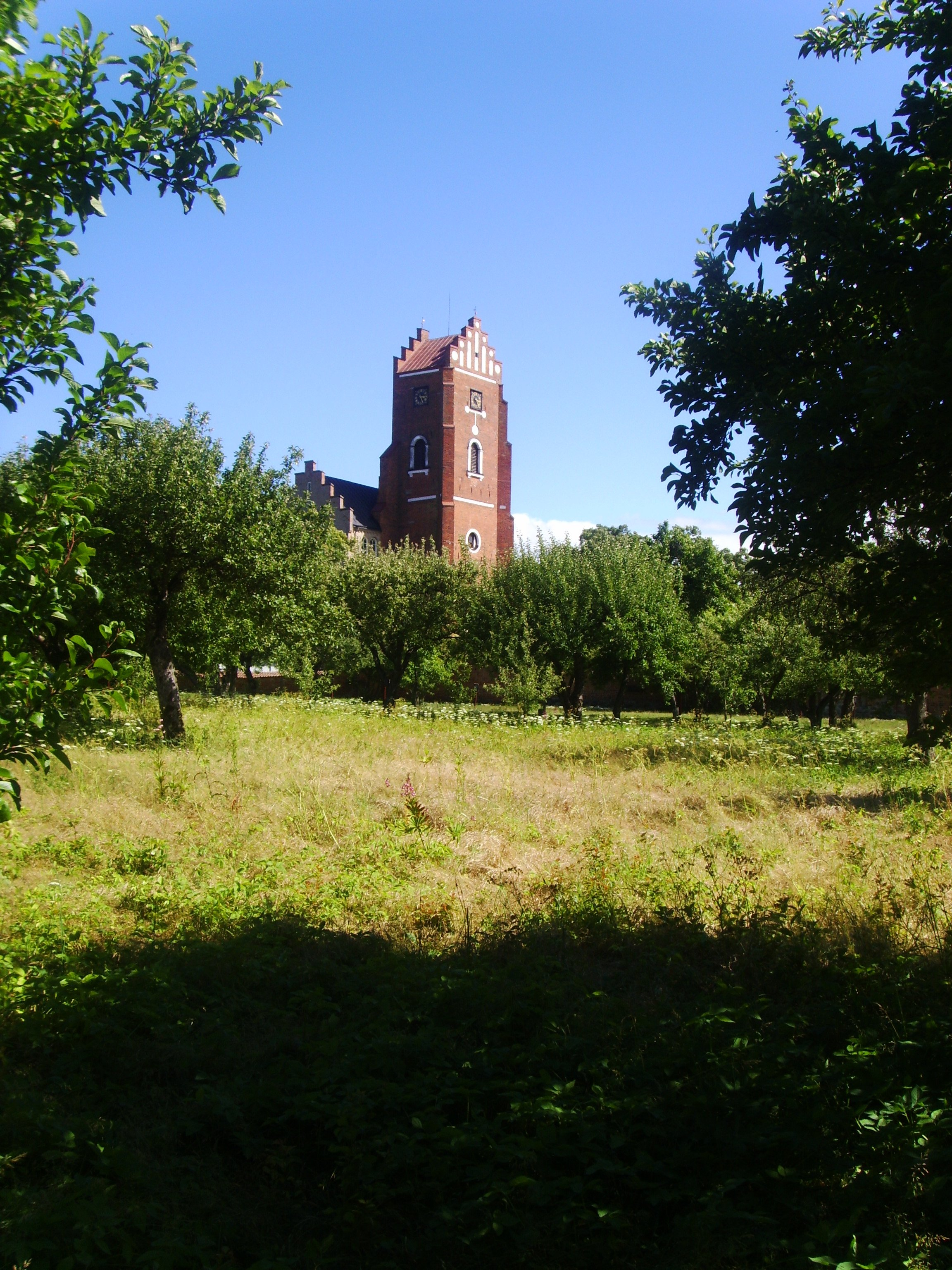
Wieża nieistniejącego Czerwonego Kościoła

Kościół klasztorny w Vadstenie (szw. Vadstena klosterkyrka) – kościół szwedzkiego kościoła ewangelicko-luterańskiego, należący do parafii Vadstena w Vadstenie.
Kościół ma status zabytku sakralnego według rozdz. 4 Kulturminneslagen (pol. Prawo o pamiątkach kultury) ponieważ został wzniesiony do końca 1939 (3 §).

## Historia
Kościół przy klasztorze w Vadstenie zawdzięcza swoje powstanie i kształt architektoniczny świętej Brygidzie, która zostawiła dokładne wskazówki dotyczące jego wybudowania. Wznoszenie dużego, trzynawowego, halowego kościoła z regularnych ciosów kamiennych rozpoczęło się prawdopodobnie po osiedleniu się zakonu brygidek w Vadstenie w 1380. W 1384 poświęcono klasztor; już wtedy istniał przy nim prowizoryczny, drewniany kościół. Kościół ten spłonął w 1388, ale został odbudowany. Prezbiterium było gotowe w 1405, a w 1430 miała miejsce uroczysta konsekracja kamiennego kościoła. Jego wykończenie zabrało jeszcze kilkadziesiąt lat.
W zachodniej części prezbiterium znajdowały się miejsca dla zakonników wyświęcanych na księży; część wschodnia przeznaczona była dla zakonnic.
W północnej ścianie istnieje nadal wejście z klasztoru żeńskiego na emporę, na której zbierały się siostry podczas nabożeństwa. Bracia zakonni mieli swoje miejsce w części zachodniej, za ołtarzem głównym. Według św. Brygidy w klasztorze powinno było być 25 braci zakonnych, w tym 8 braci świeckich. Większa część kościoła była przeznaczona dla wiernych, zarówno pielgrzymów jak i osób świeckich. Przedstawiciele możnowładztwa mieli prawdopodobnie specjalną lożę przy ścianie północnej.
Z nastaniem reformacji kościół z klasztornego i pielgrzymkowego zmienił się w parafialny. Kiedy ok. 1550 ostatni zakonnicy opuścili klasztor, ołtarz główny został w jakiś czas potem przeniesiony na wschodnią stronę kościoła, a do świątyni wstawiono ławki i umieszczono w niej ambonę. Aż do 1595, kiedy to zamknięto również żeński klasztor, zakonnice mogły wykorzystywać swoją część prezbiterium do odprawiania nabożeństw.
Od lat 20. XX w. co roku, 23 lipca, uroczyście obchodzi się dzień śmierci św. Brygidy. Tego dnia odbywają się uroczyste liturgie, w obchodach bierze też udział kapituła generalna Societas Sanctæ Birgittæ (stowarzyszenia ku czci św. Brygidy w ramach szwedzkiego kościoła luterańskiego, skupiającego kobiety i mężczyzn).
W XVII i XVIII w. jako kościół parafialny funkcjonował kościół św. Piotra w Vadstenie. Znajdował on się on kilkaset metrów na południe. Nazywany był Czerwonym Kościołem (od koloru cegieł) w odróżnieniu od kościoła klasztornego, który nazywano Błękitnym, używanego głównie przy okazji pogrzebów i większych uroczystości. Podczas przebudowy w latach 1781-1786 obniżono wysoką pierwotnie konstrukcję dachową kościoła klasztornego, a trójpołaciowy dwuspadowy dach zamieniono na zwykły dwuspadowy.
W 1829 Kościół Błękitny stał się na powrót kościołem parafialnym, a Czerwony Kościół wyburzono, zostawiając z niego tylko jego XV-wieczną wieżę, jako że kościół klasztorny był i jest pozbawiony wieży-dzwonnicy. Wieża po Czerwonym Kościele spełnia funkcję dzwonnicy również i dzisiaj.
W latach 1892–1898 były kościół klasztorny poddano zakrojonej na szeroka skalę restauracji, w trakcie której podwyższono dach, dodając drugą połać i zbudowano sygnaturkę.
W trakcie ostatniej restauracji w latach 1978-1983 odsłonięto i zakonserwowano średniowieczne malowidła na sklepieniu.
W 1989 kościół klasztorny w Vadstenie nawiedził papież Jan Paweł II, który ogłosił św. Brygidę patronką Europy; podczas wizyty w kościele modlił się u stóp jej relikwiarza.

## Architektura

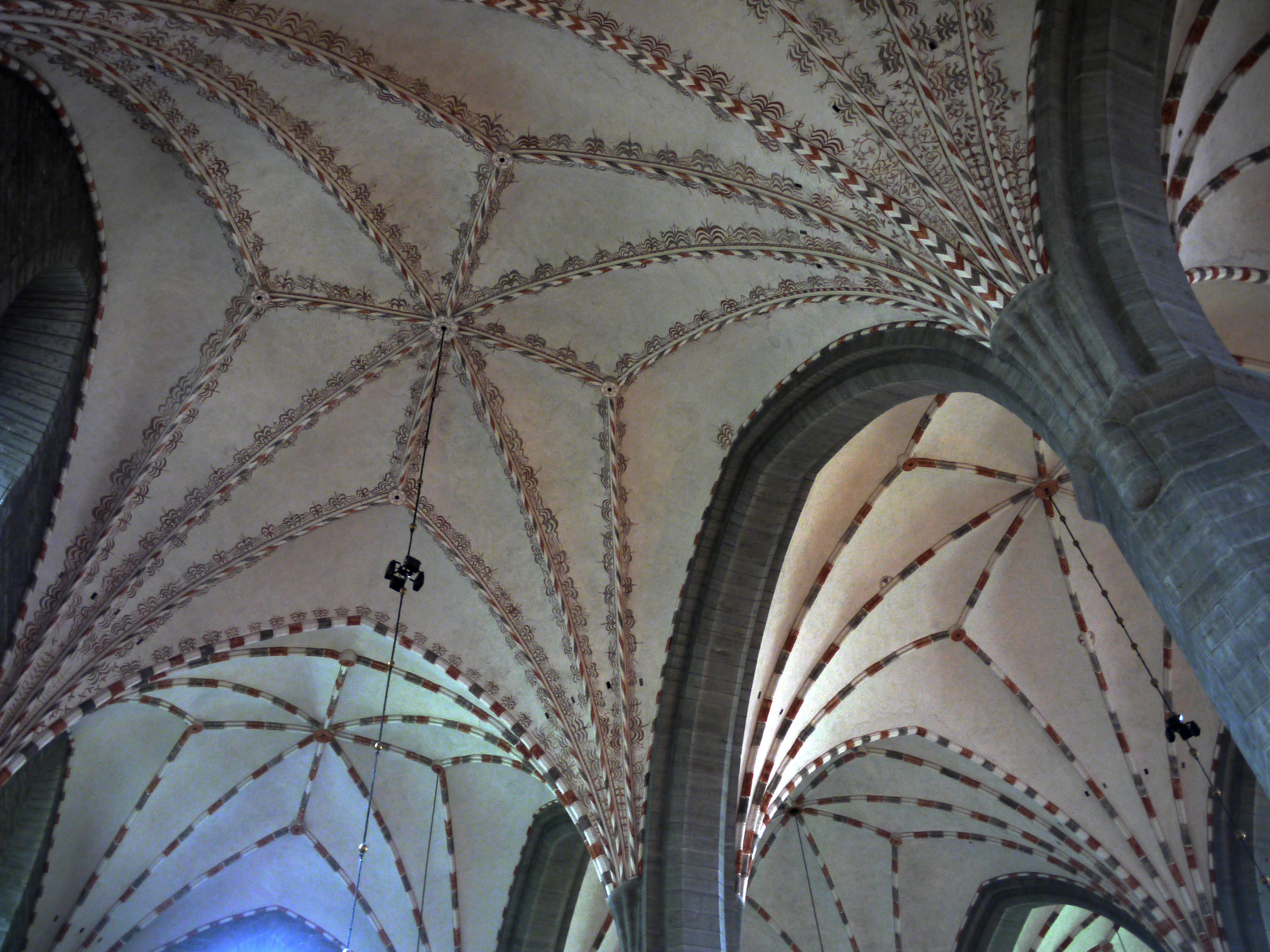
Sklepienia w kościele klasztornym

Kościół klasztorny w Vadstenie należy do największych średniowiecznych kościołów Szwecji i razem z zamkiem jeszcze dziś dominuje w krajobrazie architektonicznym miasta. Kościół oraz jego przypory zostały zbudowane z okolicznego wapienia. Korpus kościoła został przykryty dachem połaciowym. Zamiast wieży zbudowano na szczycie dachu sygnaturkę. Dzwony kościelne wiszą w wieży po Czerwonym kościele.
Główne wejście do kościoła prowadzi od strony wschodniej przez dziedziniec kościelny. W kościele nie ma charakterystycznego dla szwedzkich budowli sakralnych przykościelnego pomieszczenia zwanego vapenhus (miejsca, gdzie niegdyś uzbrojeni mężczyźni musieli złożyć broń przed wejściem do środka). Kościół reprezentuje typ halowy – wszystkie jego trzy nawy maja równą wysokość. Prezbiterium jest węższe i skierowane według wskazówek św. Brygidy na zachód, w stronę jeziora Wetter. Gwiaździste sklepienie z cegieł wspierają ośmiokątne, wapienne filary. Prezbiterium natomiast ma sklepienie krzyżowe.
Według objawień św. Brygidy Chrystus powiedział, iż w kościele nie ma być żadnych malowideł ściennych, z wyjątkiem tych, które przedstawiają Jego mękę lub świadczą o Jego świętych. Podczas renowacji z lat 1978–1983 odkryto na sklepieniach malowidła al secco w formie stylizowanych liści koniczyny oraz inne ornamenty o motywach roślinnych. Możliwe, że również wcześniej istniały malowidła o treści biblijnej, jednak nie przetrwały one do czasów współczesnych, ponieważ w XIX w. skuto ze ścian wszystkie tynki.

## Wyposażenie

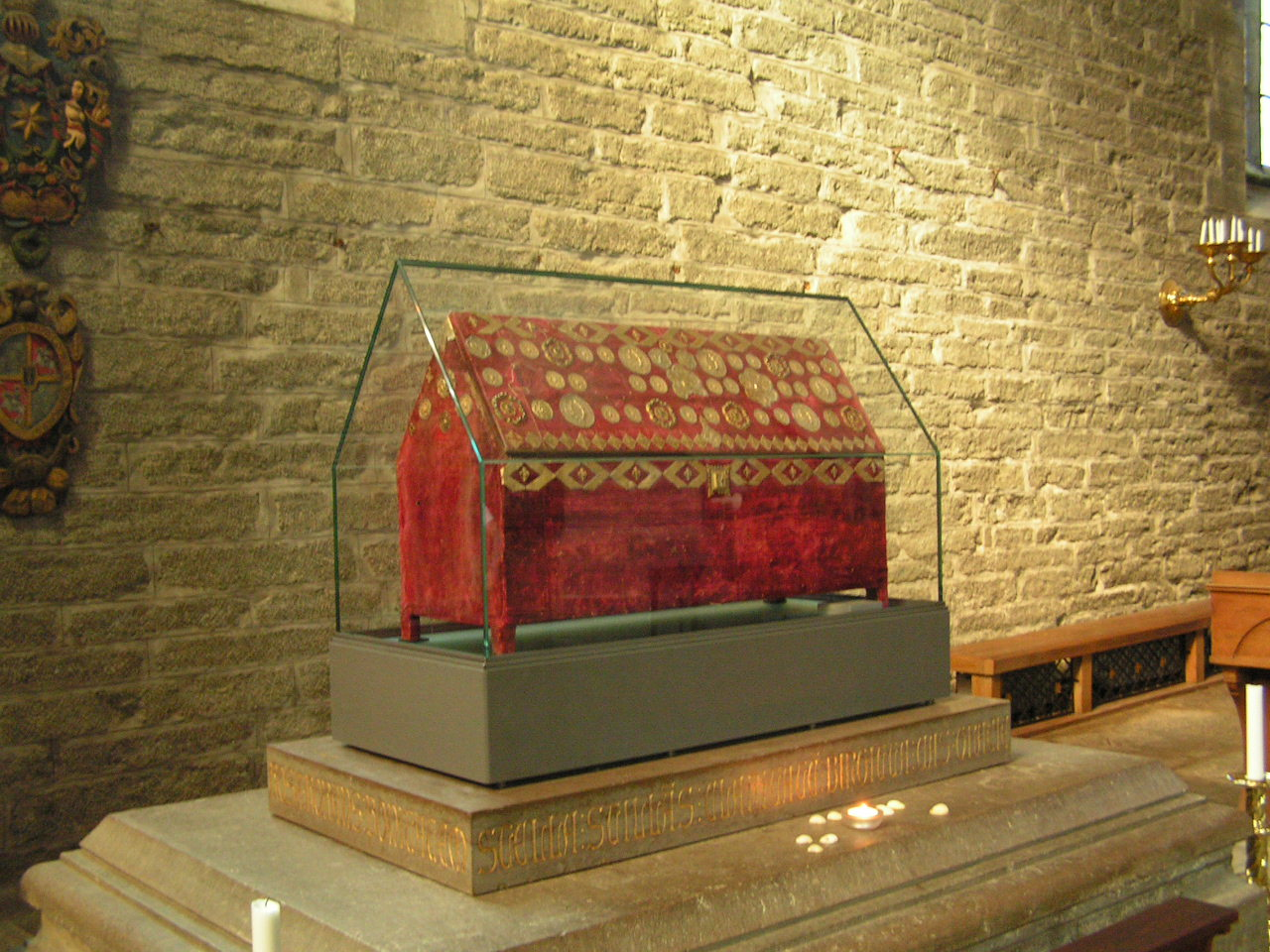
Relikwiarz św. Brygidy.

Kościół w średniowieczu miał ok. 60 ołtarzy i wiele rzeźb, z których duża część zachowała się do dzisiaj, zdobiąc jego wnętrze. Pochodzą one przeważnie z XV i XVI w. i powstały w warsztatach snycerskich północnych Niemiec i Brukseli. Materiałem było drewno dębowe. Wśród rzeźb nie zabrakło również tych, które przedstawiają założycielkę klasztoru, św. Brygidę.
Do najcenniejszych elementów wyposażenia należy wielki krucyfiks triumfalny oraz relikwiarz św. Brygidy, znajdujący się w nawie północnej, niedaleko prezbiterium. Po bliższych badaniach okazało się, że relikwiarz ten zawiera szczątki około 15 osób. Dwie znajdujące się w nim czaszki należą jednak do św. Brygidy i jej córki, (również świętej) Katarzyny.
Sława św. Brygidy spowodowała, że kościół w Vadstenie stał się atrakcyjnym miejscem pochówku. Znajduje się tu grobowce: 
- szwedzkiej królowej, żony króla Eryka Pomorskiego Filipy Lancaster,
- królowej Katarzyny Karlsdotter,
- wójta Eryka Pomorskiego Jösse Erikssona,
- namiestnika królewskiego Bo Jonssona (Gripa),
- księcia Östergötland, Magnusa Wazy (dzieło Hansa Fleminga z ok. 1599,), syna króla Gustawa I Wazy, który zapoczątkował plądrowanie klasztoru w latach 20. XVI w. a jego syn Karol IX Waza zlikwidował ostatecznie działalność klasztoru i zniszczył w 1595 pozostałości bezcennej biblioteki klasztornej, największej w północnej Europie.

Część wyposażenia powstała po 1890 w ramach regotyzacji kościoła.

### Organy

#### Organy główne
- 1760: Organmistrz Jonas Wistenius z Linköping zbudował pierwsze organy w kościele; był to 1-manuałowy instrument mający 13 głosów.
- 1833: Organmistrz Gustaf Andersson ze Sztokholmu zbudował nowe organy.
- 1882: Zakład organmistrzowski E. A. Setterquist & Son z Örebro zbudował kolejne organy. Miały one 24 głosy podzielone na 3 manuały i pedał. Umieszczone one były we wschodniej części kościoła.
- 1897: Architekt Adrian Crispin Peterson zaprojektował prospekt organowy w stylu neogotyckim.
- 1933: Zakład organmistrzowski E. A. Setterquist & Son z Örebro przebudował organy. Otrzymały one trakturę pneumatyczną i trakturę rejestrową.
- 1958: Zakład organmistrzowski Mårtenssons orgelfabrik z Lund przebudował i rozbudował organy usuwając z nich wszystkie szafy crescendo.
- 1982: Zakład organmistrzowski Johannesa Künkela z Lund dokonał renowacji organów.

Organy mają następującą dyspozycję:
| Manual I C-a3 | Manual II C-a3 | Manual III C-a3 | Pedal C-f1 |
| Principal 8' Dubbelflöjt 8' Gedackt 8’ Oktava 4' Flöjt 4' Kvinta 22/3′ Oktava 2' Cornett III Mixtur IV-VI (1958) Cymbel III (1958) Trumpet 8' Połączenia II/I III/I 16'II/I 4’I/I | Gedackt 16’ Basetthorn 8' Rörflöjt 8’ Kvintadena 8’ (1958) Principal 4' (1958) Koppelflöjt 4’ (1958) Waldflöjt 2' Nasard 11/3′ (1958) Sivflöjt 1' (1958) Sesquialtera II, 22/3′ + 13/5′ Scharf IV-V Krumhorn 8’ (1958) Regal 4’ (1958) Tremulant Połączenia III/II | Kvintadena 16' Violinprincipal 8' Flûte harmonique 8’ Salicional 8' Voix Celéste 8' Traversflöjt 4’ Fugara 4' Flautino 2’ Mixtur III Oboe 8’ (1958) Szafa crescendo Połączenia 16'III/III | Principal 16' Subbas 16’ Ekobas 16’ (transmisja) Oktava 8’ Gedackt 8' Oktava 4’ Gedacktflöjt 4' (1958) Nachthorn 2’ (1958) Mixtur IV (1958) Basun 16’ Skalmeja 4’ (1958) Połączenia I/P II/P III/P 4'II/P Zasuwa rejestrowa |

#### Organy w prezbiterium
W 2005 zakład organmistrzowski Bergenblad & Jonsson zbudował nowe organy w prezbiterium. Wystrój plastyczny otoczenia organów jest dziełem architekta Ove Hidemarka. Uroczysta inauguracja instrumentu miała miejsce podczas nabożeństwa 9 października 2005.
Organy mają następującą dyspozycję:
| Manual C-f3 | Positiv C-f3                                                             | Pedal C-d1                                             | Połączenia C-f1                                       |
| Quintadena 16' Principal 8' Dubbelflöjt 8'* Viola di Gamba 8' Octava 4' Spetsflöjt 4’ Quinta 22/3′ Octava 2' Mixtur IV chor Trumpet 8' | Gedackt 8' Principal 4' Rörflöjt 4' Wallflöjt 2' Vox humana 8’ Tremulant | Subbas 16' Dubbelflöjt 8' Trumpet 8' Włącznik rejestru | Manual/pedal Positiv/pedal Positiv/manual Cymbelstern |